# Otto I. (Braunschweig-Lüneburg-Harburg)

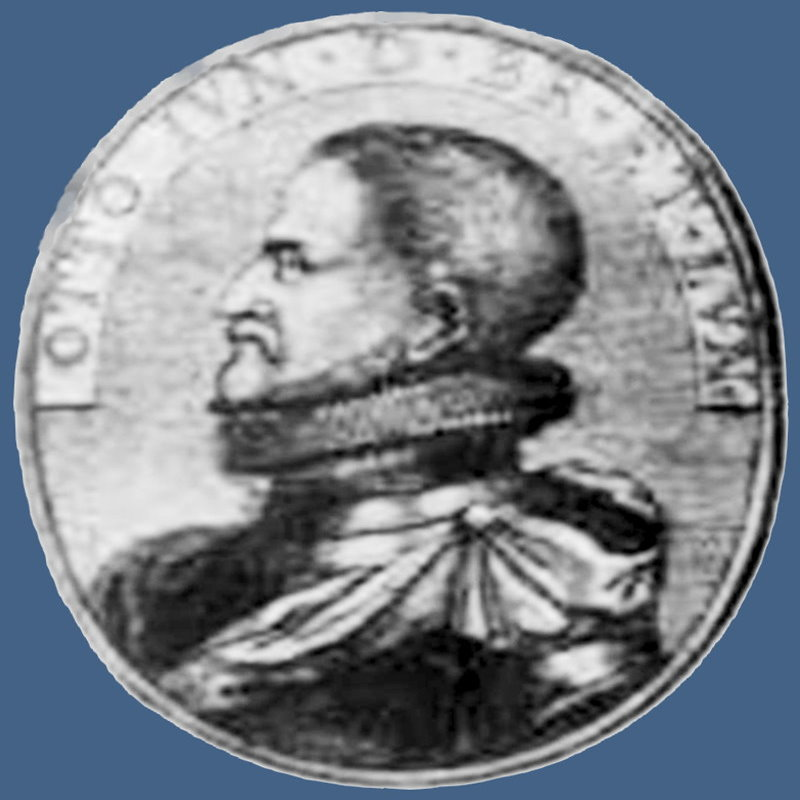
Herzog Otto I. von Braunschweig und Lüneburg

Otto, Herzog zu Braunschweig-Lüneburg (* 24. August 1495 in Celle; † 11. August 1549 in Harburg), genannt Otto I., war von 1520 bis 1527 Fürst von Lüneburg und von 1527 bis 1549 Inhaber der Herrschaft in Harburg.

## Leben
Otto wurde 1495 als ältester Sohn Heinrichs des Mittleren und seiner Gemahlin Margarete von Sachsen geboren. Gemeinsam mit seinen Brüdern Ernst und Franz studierte er in Wittenberg und kam so frühzeitig mit den reformatorischen Ideen Luthers in Berührung und wurde später treibende Kraft bei der Einführung der Reformation im Fürstentum Lüneburg. Als sein Vater 1520 aufgrund seiner Rolle in der Hildesheimer Stiftsfehde das Land verlassen und nach Frankreich ins Exil gehen musste, übernahm er gemeinsam mit seinem Bruder Ernst die Regierung des Fürstentums. Da das Fürstentum hoch verschuldet war, so waren, mit Ausnahme der Schlossvogtei Celle, sämtliche Vogteien verpfändet, war ein Schwerpunkt seiner Regierungszeit die finanzielle Sanierung des Landes. 
1527 heiratete Otto die nicht ebenbürtige Meta von Campe und wurde mit einem eigenen Herrschaftsbereich, der Herrschaft Harburg an der Elbe auf Schloss Harburg, abgefunden. Herzog Otto von Braunschweig und Lüneburg verzichtete als ältester Sohn auf die Regierung des Herzogtums Braunschweig-Lüneburg. Er verzichtete damit auch gleichzeitig auf eine 40-jährige Witwe, eine Hofdame der Königin von Frankreich, die er nach dringenden Wunsch des Vaters, Heinrich des I., heiraten sollte. Der König von Frankreich wollte der Hofdame einen beträchtlichen Brautschatz auszahlen, und dieses wäre zur Tilgung der Schulden des Herzogtums Braunschweig-Lüneburg sehr gelegen gekommen. 1527 wurde Otto erster Herzog von Harburg an der Elbe. Er trat dem Bund evangelischer Fürsten bei. 1528 gründete Herzog Otto I. das Harburger Vogelschießen und wurde im ersten Jahr Schützenkönig. 1529 war die durch Otto 1527 begonnene Reformierung in Harburg abgeschlossen. Nach dem Tode Ottos wurde sein Sohn, Otto II. Nachfolger in der Herrschaft Harburg an der Elbe.

## Familie
Otto heiratete im Herbst 1527 Meta von Campe († 1580) und hatte mit ihr 7 Kinder:
- Anne (1526–1527)
- Otto (*/† 1527)
- Ernst (1527–1540), als 13-Jähriger von einem Gerüst auf Schloss Harburg in den Tod gestürzt
- Otto II. (1528–1603), Herzog von Braunschweig-Harburg

⚭ 1. 1551 Gräfin Margarete von Schwarzburg-Leutenberg (1530–1559)
⚭ 2. 1562 Gräfin Hedwig von Ostfriesland (1535–1616)
- Friedrich (1530–1533)
- Margarete (1532–1539)
- Susanna (1536–1581)